# Rivière Beaven
Rivière Beaven är ett vattendrag i Kanada.   Det ligger i provinsen Québec, i den sydöstra delen av landet, 100 km nordost om huvudstaden Ottawa.
I omgivningarna runt Rivière Beaven växer i huvudsak blandskog. Runt Rivière Beaven är det mycket glesbefolkat, med 4 invånare per kvadratkilometer.